# Wahlen 1848
◄◄ | 1844 | 1845 | 1846 | 1847 | Wahlen 1848 | 1849 | 1850 | 1851 | 1852 | ► | ►►

Weitere Ereignisse
Die Liste der Wahlen 1848 umfasst Parlamentswahlen, Präsidentschaftswahlen, Referenden und sonstige Abstimmungen auf nationaler und subnationaler Ebene, die im Jahr 1848 weltweit abgehalten wurden.

## Termine
| Land                      | Datum                 | Link zur Wahl 1848                                                   | Link zur letzten Wahl | Bemerkung |
| ------------------------- | --------------------- | -------------------------------------------------------------------- | --------------------- | --- |
| Nassau                    | April                 | Wahl der Landstände des Herzogtums Nassau                            | 5. Wahlperiode        | |
| Herzogtum Lauenburg       | April/Mai             | Wahl zur Landesversammlung in Lauenburg                              |                       | Erste Wahl, die Ritter- und Landschaft wurde durch sechs städtische und zwölf ländliche aus Wahlen der Bürger und ländlichen Grundbesitzer hervorgegangene Deputierte ergänzt, siehe auch Landesversammlung (Lauenburg) |
| Schwarzburg-Rudolstadt    | 20. April             | Landtagswahl zum Landtag von Schwarzburg-Rudolstadt                  | 1844/45               | |
| Frankreich                | 23. April             | Parlamentswahl in Frankreich                                         | 1846                  | |
| Deutsches Reich 1848/1849 | 1. Mai                | Wahl zur Frankfurter Nationalversammlung                             |                       | Einzige Wahl zum Parlament des durch die Revolution entstandenen kurzlebigen Deutschen Reiches |
| Preußen                   | 1. Mai                | Wahl zur Preußischen Nationalversammlung                             |                       | Einzige Wahl für das durch die Revolution entstandene Parlament, das im Dezember wieder aufgelöst wurde. |
| Reuß j.L.                 | Juni bis Aug.         | Landtagswahlen Reuß jüngerer Linie                                   |                       | Erste Wahl |
| Sachsen-Coburg und Gotha  | Mai und Juni          | Landtagswahl zum Gothaer Landtag                                     |                       | Erste Wahl, nach dem Beschluss eines neuen Wahlrechts löste sich der Landtag nach 10 Tagen am 28. Juni wieder auf |
| Sachsen-Coburg und Gotha  | 2. Juni               | Landtagswahl zum Coburger Landtag                                    | 1844                  | |
| Schleswig-Holstein        | 27. Juli und 28. Juli | Wahl zur konstituierenden Schleswig-Holsteinischen Landesversammlung |                       | Wahl zum Parlament des von 1848 bis 1851 existierenden Schleswig-Holsteins |
| Sachsen-Coburg und Gotha  | Mai und Juni          | Landtagswahl zum Gothaer Landtag                                     | Mai und Juni          | Wahl nach dem Wahlrecht das der Landtag, der im Mai und Juni gewählt wurde, beschlossen hatte |
| Schweiz                   | 1. August             | Schweizer Parlamentswahlen                                           |                       | Erste Wahl |
| Vereinigte Staaten        | 7. August             | Wahl zum Repräsentantenhaus der Vereinigten Staaten                  | 1846                  | |
| Frankfurt                 | 25. Oktober           | Wahl zur Constituierenden Versammlung der Freien Stadt Frankfurt     |                       | Einzige Wahl |
| Hamburg                   | 5. Okt. – 4. Dez.     | Wahl zur Konstitutante in Hamburg                                    |                       | Wahl zur Verfassunggebenden Versammlung; |
| Schwarzburg-Rudolstadt    | 14. Aug. und 9. Nov.  | Landtagswahl zum Landtag von Schwarzburg-Rudolstadt                  | April 1848            | indirekte Wahl, am 14. August Wahl der Wahlmänner, am 11. September Wahl der Abgeordneten durch diese |
| Reuß ä.L.                 | November              | Wahl zum Beratungslandtag in Reuß ältere Linie                       |                       | der bis 1851 tagende Landtag beschloss eine Verfassung für das Fürstentum, die allerdings nie in Kraft trat |
| Vereinigte Staaten        | 7. November           | Präsidentschaftswahl in den Vereinigten Staaten                      | 1844                  | |
| Bayern                    | 1. Dezember           | Wahl zur Kammer der Abgeordneten in Bayern                           | 1845                  | Erste Wahl ohne Klassenwahlrecht; |